# كولين ماكلورين
كولين ماكلورين (بالإنجليزية: Colin Maclaurin)‏ (فبراير 1698 - 14 يونيو 1746)، رياضي إسكتلندي. طور متسلسلات ماكلورين وطرق تقريب أخرى، وكان من الأوائل الذين كتبوا كتبًا تعليمية عن الطرق الحسابية لإسحاق نيوتن.

## روابط خارجية
- كولين ماكلورين على موقع الموسوعة البريطانية (الإنجليزية)